# Avril 1862

## Événements

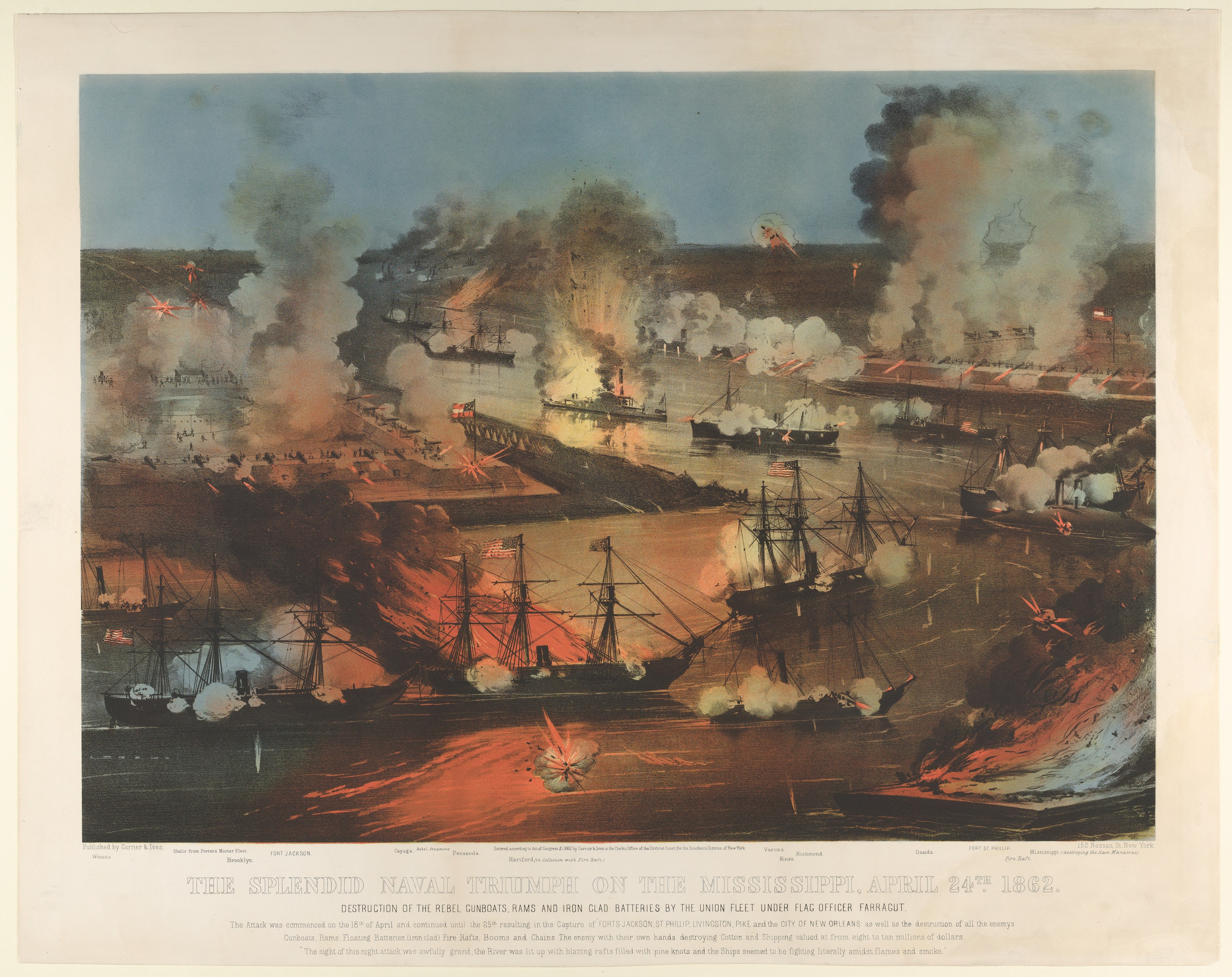
24 avril : reddition de La Nouvelle-Orléans

- Avril - mai, États-Unis : l’amiral de l’Union Farragut et les troupes de Butler s'emparent des forts de l’embouchure du Mississippi, forcent La Nouvelle-Orléans à se rendre (24 avril) puis contrôlent le fleuve jusqu’à Port Hudson.

- 6 avril, États-Unis : bataille de Shiloh. Le général confédéré Johnston attaque les armées de Grant mais est battu et repoussé vers Corinth après une sanglante bataille.
- 12 avril : l'homme d'État Bartolomé Mitre fait l'union de l'Argentine et en est élu président. Il inaugure deux décennies de domination libérale pendant laquelle l’unification nationale fait de grands progrès. Les caudillos locaux sont peu à peu réduits et les Indiens vaincus.
- 28 avril : bataille de Las Cumbres, au Mexique.

## Naissances
- 4 avril : Leonid Pasternak, peintre russe († 31 mai 1945).
- 7 avril : Christian Landenberger, peintre allemand († 13 février 1927).
- 14 avril : Félix Robert, matador français († 19 janvier 1916).

## Décès
- 5 avril : Barend Cornelis Koekkoek, peintre néerlandais (° 11 octobre 1803).
- 15 avril : Frederick William Hope, zoologiste britannique (° 3 janvier 1797).
- 20 avril : Pepete (José Dámaso Rodríguez y Rodríguez), matador espagnol (° 11 décembre 1824).